# Grundmotivation
Grundmotivation ist ein  von Alfried Längle 1993 in die Existenzanalyse eingeführter Begriff zur Bezeichnung der tiefsten Motivationsstruktur der Person in ihrem wesensmäßigen Streben nach Existenz. Sie erweitert die Frankl'sche Motivationstheorie des Willens zum Sinn durch die Beschreibung dreier vorangehender und ihn bedingender persönlichkeitsstrukturierender Motivationen. Die Grundmotivationen greifen die Grundfragen auf, vor die der Mensch in seiner Existenz gestellt ist und die als Grundbedingungen ganzheitlichen Existierens erfahrbar werden („existentielles Erlebnis“) und die Bewältigungsbereiche der Existenz abstecken. Bereits ein teilweises Abhandenkommen der Grundmotivationen macht die Existenz defizitär. Die Veranlagung des Menschen auf Existenz hin lässt ihn die Erhaltung der Grundbedingungen erfüllter Existenz als bewegende Grunderfahrung des In-der-Welt-Seins erfahren.
Sowohl theoretisch – in Analogie zu den Bedingungen (Schritten) sinnvoller Existenz und den Grunddimensionen menschlicher Fähigkeiten (Sinnerfassungsmethode) – als auch empirisch-praktisch wurden vier Grundmotivationen gefunden, die dem Menschen eine vierfache Einwilligung abverlangen:
1. Halt, Raum und Schutz suchen, um in der Welt sein zu können. Induziert durch: angenommen sein (auch Orte und Körpererfahrung). Verlangt: annehmen können der Bedingungen („Ja zur Welt“). Ontologische Auseinandersetzung mit dem Dasein (Seinsgrund, Grundvertrauen).
2. Nähe, Zeit, Beziehung, um leben zu mögen. Induziert durch: Zuwendung (Zeit, emotionales Berührtsein). Verlangt: Zuwendung zu Werten („Ja zum Leben“). Axiologische Auseinandersetzung mit dem Leben (Grundwert).
3. Abgrenzung, Individualität, Wertschätzung, um selbst sein zu dürfen. Induziert durch: Gesehenwerden, Wertschätzung (Respekt, Stellungnahme und Anerkennung). Verlangt: Anerkennung des Eigenen durch sich selbst („Ja zum Personsein“). Ethische Auseinandersetzung mit der Gemeinschaft (Selbstwert).
4. Tätigwerden in Hingabe an Produktivität, Erleben und Erhaltung von Werten, weil der Mensch Sinnvolles will. Induziert durch: Sinnzusammenhänge (ontologischer Sinn, existentieller Sinn). Verlangt: Über-ein-Stimmung mit Situation („Ja zum Sinn“). Praktische Auseinandersetzung mit dem Sinn und der Zukunft („Wohin“) der Existenz (Noodynamik, Wille zum Sinn).

Störung der Grundmotivationen stellen den ätiologischen Hintergrund der Psychopathologie dar. Die Grundmotivationen sind somit der theoretische Rahmen für die existenzanalytische Nosologie.